# 徐纪周
徐纪周（1976年12月19日—），中国大陆导演、编剧、制片人，毕业于中央戲劇學院导演系。代表作有《杀虎口》、《永不磨灭的番号》、《心理罪之城市之光》、《特战荣耀》、《狂飙》等。